# 997 (numero)
Novecentonovantasette (997) è il numero naturale dopo il 996 e prima del 998.

## Proprietà matematiche
- È un numero dispari.
- È un numero primo.
- È un numero primo sexy (imparentato con il 991).
- È un numero primo troncabile a sinistra.
- È parte delle terne pitagoriche (372, 925, 997), (997, 497004, 497005).
- È un numero fortunato.
- È un numero congruente.
- È il numero primo a tre cifre di valore maggiore esistente (nel sistema numerico decimale).

## Astronomia
- 997 Priska è un asteroide della fascia principale del sistema solare.
- NGC 997 sono galassie interagenti della costellazione della Balena.

## Astronautica
- Cosmos 997 è un satellite artificiale russo.